# Richard Pattee
Richard Pattee (* 1906; † im 20. Jahrhundert) war ein US-amerikanischer Historiker.
Pattee war Mitarbeiter in der Lateinamerikaabteilung des Außenministeriums der Vereinigten Staaten und Professor für Lateinamerikanische Geschichte an der University of Puerto Rico.
Er war katholisch und unterstützte den Franquismus. Er vertrat u. a. die Meinung, dass die „Ähnlichkeit der romanischen Sprachen … die propagandistische Durchschlagskraft italienischer Bücher“ in Lateinamerika vergrößere.